# 18. Infanterie-Division (Wehrmacht)
Die 18. Infanterie-Division war ein Großverband des Heeres der Wehrmacht. Im November 1940 wurde sie motorisiert und seither als 18. Infanterie-Division (mot.) bezeichnet. 1943 wurde der Verband in 18. Panzergrenadier-Division umbenannt.

## Geschichte
Die Division nahm am Überfall auf Polen, am Westfeldzug sowie am Krieg gegen die Sowjetunion teil. 1944 wurde sie während der sowjetischen Großoffensive Operation Bagration östlich von Minsk vernichtet und im gleichen Jahr wieder aufgestellt. Anfang 1945 wurde sie in der Schlacht um Ostpreußen erneut aufgerieben. Bei Eberswalde wurde die 18. Infanterie-Division ein drittes Mal aufgestellt und erst an der Oder, dann zur Verteidigung Berlins eingesetzt.

### Aufstellung
Nach der Niederlage des Deutschen Reiches im Ersten Weltkrieg unterlagen die deutschen Streitkräfte der Restriktionen des Versailler Vertrages. Die kaiserlichen Streitkräfte wurden aufgelöst und eine Reichswehr aufgestellt. Das Reichsheer gliederte sich in zwei Gruppenkommandos (Berlin und Kassel), drei Kavallerie-Divisionen und sieben Infanterie-Divisionen.
Nach dem Tod Hindenburgs und der Vereidigung der Streitkräfte auf Adolf Hitler („Führereid“) wurde der 1932 aufgestellte A-Plan der Reichswehr umgesetzt und die Anzahl der Divisionen auf 21 erhöht. Es wurden weiterhin die Führer der alten Divisionen eingesetzt. Die Wehrgauleitungen führte zu Tarnzwecken deren Bezeichnung entsprechend dem Wehrkreis. So hieß der Divisionskommandeur der 3. Division im Wehrkreiskommando III (Berlin) Infanterieführer III. Erst ab dem 15. Oktober 1934 wurde die offene Bezeichnung verwendet.
Am 1. Oktober 1934 übernahm Generalmajor Hermann Hoth als Infanterieführer III in Liegnitz/Schlesien die Aufstellung der 18. Infanterie-Division aus Teilen der 3. und 4. Division. Die Aufstellung erfolgte für den Wehrkreis VIII.
Zunächst setzte sie sich wie folgt zusammen:
- Infanterie-Regiment 30 aus Görlitz (aus dem III. Bataillon Görlitz des 8. Preußischem Infanterie-Regiment), Kommandeure: Oberst Hermann Boettcher, später Oberst Werner von Erdmannsdorff (später Kommandeur der Division)
- Infanterie-Regiment 51 aus Liegnitz (aus dem Ausbildungs-Bataillon Liegnitz), Kommandeur: Oberstleutnant Wilhelm Bohnstedt
- Infanterie-Regiment 54 aus Glogau (aus dem II. Bataillon Glogau und Teilen des Infanterie-Regiments 12 aus Halberstadt), ab Mai 1941 in Teilen zur 100. Infanterie-Division, I./Infanterie-Regiment 54 wird zur III./Infanterie-Regiment 51 und III./Artillerie-Regiment 18, Kommandeur: Oberstleutnant Otto-Ernst Ottenbacher, später Oberst Hermann Recknagel
- Artillerie-Regiment 18 aus Glogau (aus den Batterien der I. und V. (r) Artillerie-Regiment 3 sowie später der I. / Artillerie-Regiment 54), Kommandeur: Oberst Richard Pellengahr, später Oberst Hans Berger
- I. / Artillerie-Regiment 54 aus Glogau
- Panzerabwehr-Abteilung 18 aus Sagan (aus der 3. / Kraftfahrzeug-Abteilung 3), Kommandeur: Oberstleutnant/Oberst Walter Gleiniger
- Pionier-Bataillon 18 aus Glogau (aus dem Pionier-Bataillon 3)
- Infanterie-Divisions-Nachrichten-Abteilung 18 aus Liegnitz (aus dem Lehr- und Versuchskommando der Nachrichten-Abteilung 3), Kommandeur: Major Halder
- Sanitäts-Abteilung 18, Kommandeur: Oberfeldarzt Dr. Holm

Die Infanterie-Regimenter bestanden aus drei Bataillonen, die Artillerie-Regimenter aus vier Abteilungen zu je zwei Batterien.
Weitere Truppenteile wurden bis zur Mobilmachung eingegliedert:
- Anfang August 1939 die Aufklärungs-Abteilung 18 in Oels (aus dem 1., 5. und 7. Schwadron des Kavallerie-Regiments 8), Kommandeur: Oberstleutnant Carl-Hans Lungershausen
- am 24. August 1939 der Infanterie-Divisions-Nachschubführer 18 in Sprottau
- am 26. August 1939 das Feldersatz-Bataillon 18
- am 1. April 1943 die Panzer-Aufklärungs-Abteilung 118 in Russland

Zur Vorbereitung des Überfalls auf Polen erfolgte die Mobilmachung der 18. Infanterie-Division am 26. August 1939. Sie wurde der 10. Armee in der Heeresgruppe Süd unterstellt und an der linken Flanke im Raum Kreuzburg eingesetzt.

### Polenfeldzug
Am 1. September 1939 begann der Angriffskrieg gegen Polen und damit der Zweite Weltkrieg. Die polnischen Linien wurden schnell durchbrochen und die 18. Infanterie-Division stieß in Richtung Warschau vor. Auf dem Weg überquerte sie am 10. September bei Szczerców die Widawka, einen Nebenfluss der Warthe.
Vom 9. bis zum 19. September 1939 kämpfte die 18. Infanterie-Division in der Schlacht an der Bzura, der Entscheidungsschlacht um Polen. Bereits ab dem 19. September ging die Artillerie der 18. Infanterie-Division gegen Warschau in Stellung. Am 26. September nahmen die 1., 2. und 10. Kompanie des Infanterie-Regiments 51 das Fort II (Fort Wawrzyszew) am Westrand von Warschau ein.
Oberleutnant, später postum Major Dietrich Steinhardt (Führer 2., gefallen 1942) und Leutnant, später postum Hauptmann Josef Stolz (Führer 10., gefallen 1941) erhielten für die entscheidende Einnahme des Forts als Erste des deutschen Heeres das Ritterkreuz.
Beim Überfall auf Polen wurden über 10 % der Sollstärke von 17734 Mann getötet (717 Mann), verwundet (1278) oder vermisst (10).

### Westfeldzug
Die 18. Infanterie-Division verlegte nach Beendigung des Überfalls auf Polen nach Westdeutschland und wurde der 6. Armee in der Heeresgruppe B unterstellt. Das Divisionsstabsquartier befand sich im Schloss Rurich. Am 10. Mai 1940 marschierte die 6. Armee in Südholland ein. Der Julianakanal und die Maas wurden am ersten Tag in der Nähe von Elsloo überschritten. Am 11. Mai wurde der Albert-Kanal überquert. Über Bilzen stieß die Division weiter vor in Richtung des Demer-Abschnitts bei Tienen. Die Dyle-Stellung, eine alliierte Verteidigungslinie in Belgien, wurde am 13. Mai 1940 angegriffen und am 16. Mai durchbrochen. Der weitere Vorstoß erfolgte in Richtung Lille und dann über die Schlachtfelder des Ersten Weltkrieges bei Ypern. Am 24. Mai waren die deutschen Verbände nur noch etwa 15 km von Dünkirchen entfernt. Hier kam es aufgrund einer Kontroverse zwischen Hitler und dem Oberkommando des Heeres (OKH) zu einem Stillstand der Angriffsbewegung der Deutschen auf das bei Dünkirchen eingeschlossene britische Expeditionskorps. Diesen mehr als drei Tage andauernde Halt nutzten die Alliierten zur Errichtung eines Verteidigungsrings um Dünkirchen, der bis zum 4. Juni 1940 die Evakuierung von 338.682 Soldaten ermöglichte.
Am 4. Juni 1940 vermeldete eine OKW-Sondermeldung die Einnahme Dünkirchens durch das Infanterie-Regiment 54 der Division unter Oberst Hermann Recknagel, der für die Einnahme Dünkirchens das Ritterkreuz erhielt.

### Besatzungstruppe 1940
Nach der Einnahme Dünkirchens wurde die 18. Infanterie-Division in Frankreich im Gebiet Le Mans der Reserve des OKH unterstellt. Im Juli wurde die Division der 2. Armee in der Heeresgruppe C zugeteilt. In diesem Zeitraum war das Infanterie-Regiment 30 der Division als Wachregiment in Paris eingesetzt. Im Oktober verlegte die Division zurück in die Heimat und wurde dort dem Ersatzheer im ursprünglichen Aufstellungswehrkreis VIII unterstellt.

## 18. Infanterie-Division (mot.)
Ab November 1940 begann die Motorisierung der 18. Infanterie-Division, die im Mai 41 abgeschlossen war, und die Umbenennung in 18. Infanterie-Division (mot). Während der Motorisierung war sie der 11. Armee, weiterhin in der Heeresgruppe C, unterstellt.
Am 24. März 1941 starb der Divisionskommandeur, Generalleutnant Friedrich-Carl Cranz bei einem Schießunfall (Artilleriekurzschuss) auf dem Truppenübungsplatz Neuhammer. Der Generalmajor Friedrich Herrlein übernahm das Kommando der Division.

### Unternehmen Barbarossa
Mit Beendigung der Motorisierung im Mai 1941 wurde die 18. Infanterie-Division (mot.) der Panzergruppe 3 unterstellt, die ab Beginn des Ostfeldzugs zur Heeresgruppe Mitte gehörte. Die Einheit kämpfte in der Kesselschlacht bei Białystok und Minsk (nun der 16. Armee unterstellt), der anschließenden Kesselschlacht bei Smolensk, nahm am Vormarsch auf Leningrad und zum Ende des Jahres an Kämpfen um Wolchow teil.
Am 26. August nahm die Division Ljuban ein und verschob dann in Richtung Tichwin. Mit dieser Bewegung sollte Leningrad vom Osten abgeschnitten werden. Am 30. August nahm die 5. Kompanie des Infanterie-Regiments 30 (Oberleutnant Buchner) und die 2. Batterie des Artillerie-Regiments 18 (Oberleutnant Galette) die umkämpfte Wolchow-Brücke von Kirischi ein. Mittlerweile dem XXXIX. Armeekorps unterstellt, wurde Tichwin am 8. November 1941 durch das Infanterie-Regiment 51 unter Oberstleutnant Hans-Georg Leyser eingenommen (→ Schlacht um Tichwin).
Das Kradschützen-Bataillon 38 wurde im Zuge des Ostfeldzugs unterschiedlichen anderen Infanterie-Divisionen zugeteilt, blieb aber truppendienstlich der 18. Infanterie-Division zugeordnet. Während der Winteroffensive 1941/42 verlor die Einheit 9000 Mann und wurde mit verbleibenden ca. 700 Mann hinter die Front zurückgezogen.

### Demjansk
Im März 1942 war der Kampfverband zurück an der Front und konnte eine Öffnung des Kessels von Demjansk erreichen, wodurch die Rettung der eingeschlossenen etwa 100.000 Soldaten ermöglicht wurde (→ Unternehmen Brückenschlag). 1942 und 1943 war die Division an Verteidigungskämpfen im Raum Tichwin, um Demjansk und dem Ilmensee.

## 18. Panzergrenadier-Division
Am 23. Juni 1943 wurde die Division in 18. Panzergrenadier-Division bei Jelnja stehend umbenannt und erhielt die mit Sturmgeschützen ausgestattete Panzer-Abteilung 118 zugeordnet. Im September wurde sie der 4. Armee in der Heeresgruppe Mitte unterstellt und kämpfte bis Jahresende 1943 bei Orscha.
In der Offensive im Zuge der Operation Bagration Anfang 1944 wurde die Heeresgruppe Mitte von den russischen Kräften überrollt. Dabei wurde die 18. Panzergrenadier-Division im Kessel von Bobruisk eingeschlossen. Der Divisionskommandeur Generalleutnant Karl Zutavern beging, um einer Gefangennahme zu entgehen, am 6. Juli 1944 Selbstmord.

### Auflösung 1944
Am 28. Juli 1944 wurde die 18. Panzergrenadier-Division offiziell aufgelöst. Aus den Resten der Division (971 Mann) wurde in Schlesien die 105. Panzer-Brigade geformt.

### Wiederaufstellung 1944
Am 7. September 1944 sollte aus der 105. Panzer-Brigade die Neuaufstellung als Kampfgruppe 18. Panzergrenadier-Division auf dem Truppenübungsplatz Neuhammer für den Wehrkreis VIII erfolgen. Diese wurde nicht durchgeführt, sondern nun für Dezember 1944 im Wehrkreis I zur Aufstellung befohlen, wobei zusätzlich noch die 103. Panzer-Brigade eingegliedert wurde. Die Ausstattung der Panzer-Abteilung bestand aus Panzerkampfwagen IV. Erneut an die Ostfront verschickt, wurde die Division der 4. Armee in der neu aufgestellten Heeresgruppe Mitte unterstellt.

### Ostpreußen
Im Januar 1945 wurde die Division erneut durch die Bildung dreier neuer Bataillone verstärkt und nach Gumbinnen befohlen, letztendlich bei Mielau bei der Schlacht um Ostpreußen eingesetzt. Am 14. Januar 1945 stieß die 2. Weißrussische Front über Allenstein zum Frischen Haff vor und schnitt der 4. Armee den Weg nach Westen ab. Teile der Division konnten sich über die Ostsee evakuieren.

### Auflösung 1945
In der Folge wurde die 18. Panzergrenadier-Division im März erneut aufgelöst und der Divisionsstab zur Aufstellung der Infanterie-Division Hutten herangezogen.

### Wiederaufstellung 1945
Knapp drei Wochen später wurde die 18. Panzergrenadier-Division am 21. März 1945 aus Teilen der Panzer-Divisionen Holstein und Schlesien zum zweiten Mal neu aufgestellt.

### Heeresgruppe Weichsel
Sie wurde der Heeresgruppe Weichsel zugeteilt und stand zunächst im Raum Eberswalde. Von hier wurde die Division bei der Schlacht um die Seelower Höhen weiter zurückgedrängt und ab April für die Verteidigung Berlins eingesetzt. Der Divisionsgefechtsstand befand sich im Flakturm Tiergarten. Der letzte Kampfabschnitt bis zum Ende der Kämpfe in Berlin am 2. Mai lag im Stadtteil Charlottenburg.

### Kriegsende
Das Panzer-Regiment 118 stand am Olympiastadion, das Pionier-Bataillon 18 in Berlin-Pichelsdorf. Mit dem Ende der Kämpfe in Berlin wurde die 18. Infanterie-Division endgültig aufgelöst.

## Gliederung
| 18. Infanterie-Division 24. August 1939                                                                  | 18. Infanterie-Division (mot.) 1. Mai 1941                               | 18. Panzergrenadier-Division 18. Juni 1943                    | 18. Panzergrenadier-Division 7. September 1944 | 18. Panzergrenadier-Division 2. Dezember 1944               |
| --- | ------------------------------------------------------------------------ | ------------------------------------------------------------- | ---------------------------------------------- | ----------------------------------------------------------- |
| |                                                                          | - Panzer-Abteilung 118                                        | - Panzer-Abteilung 118                         | - Panzer-Abteilung 118                                      |
| - Infanterie-Regiment 30 (Görlitz) - Infanterie-Regiment 51 (Liegnitz) - Infanterie-Regiment 54 (Glogau) | - Infanterie-Regiment (mot.) 30 - Infanterie-Regiment (mot.) 51          | - Grenadier-Regiment (mot.) 30 - Grenadier-Regiment (mot.) 51 | - Panzergrenadier-Regiment 30                  | - Panzergrenadier-Regiment 30 - Panzergrenadier-Regiment 51 |
| | - Kradschützen-Bataillon 38, im Mai 1941 aus III./Infanterie-Regiment 51 | - Panzer-Aufklärungs-Abteilung 118                            |                                                | - Panzer-Aufklärungs-Abteilung 118                          |
| - Artillerie-Regiment 18 (Liegnitz)                                                                      | - Artillerie-Regiment 18                                                 | - Artillerie-Regiment 18                                      | - Artillerie-Abteilung 18                      | - Artillerie-Abteilung 18                                   |
| |                                                                          |                                                               |                                                | - Heeres-Flakabteilung 300                                  |
| - Divisions-Einheiten 18                                                                                 | - Divisions-Einheiten 18                                                 | - Divisions-Einheiten 18                                      | - Divisions-Einheiten 18                       | - Divisions-Einheiten 18                                    |

## Kommandeure
18. Infanterie-Division
- Generalleutnant Hermann Hoth – 1. Oktober 1934 bis 1. April 1938
- Generalleutnant Erich von Manstein – 1. April 1938 bis 26. August 1939
- Generalmajor/Generalleutnant Friedrich-Carl Cranz – 26. August 1939 bis 1. November 1940

18. Infanterie-Division (mot)
- Generalleutnant Friedrich-Carl Cranz – 1. November 1940 bis 24. März 1941 (tödlich verunglückt)
- Generalmajor/Generalleutnant Friedrich Herrlein – 28. März bis 15. Dezember 1941
- Oberst/Generalmajor/Generalleutnant Werner von Erdmannsdorff – 15. Dezember 1941 bis 23. Juni 1943

18. Panzergrenadier-Division
- Generalleutnant Werner von Erdmannsdorff – 23. Juni bis 9. August 1943
- Generalmajor/Generalleutnant Karl Zutavern – 9. August 1943 bis 14. April 1944
- Generalleutnant Curt Jahn – 14. April bis 24. Mai 1944
- Generalleutnant Karl Zutavern – 24. Mai bis 6. Juli 1944 (Suizid)
- Generalmajor Hans Boelsen – 6. Juli 1944 bis 1. Januar 1945
- Oberst/Generalmajor Josef Rauch – 1. Januar bis 8. Mai 1945

## Bekannte Divisionsangehörige
- Ralph von Oriola: Kommandeur der III. Abteilung des Artillerie-Regiments 18 von Oktober 1934 bis August 1939
- Hans Piekenbrock: Erster Generalstabsoffizier des Infanterieführers III und der Division bis Oktober 1936
- Rudolf Schmundt: im Generalstab der Division von Oktober 1936 bis Januar 1938
- Hans-Heinrich Jescheck: von 1937 bis Kriegsende bei der Division, erhielt als Führer der Panzer-Aufklärungs-Abteilung 118 im März 1945 das Ritterkreuz verliehen
- Hans Rüdiger: in der Division von 1939 bis ca. 1942
- Hans von Altenstadt: Erster Generalstabsoffizier von November 1939 bis Juli 1940
- Ulrich de Maizière: von Januar 1941 bis Januar 1942 Zweiter Generalstabsoffizier der Division
- Karl von Graffen: Artilleriekommandeur der Division von November 1941 bis März 1942